# Kasbah Cherarda
La Kasbah Cherarda (àrab: قصبة شراردة, Qaṣbat Xarārda), antigament coneguda com a Kasbah el-Khemis (àrab: قصبة الخميس, Qaṣbat al-Ḫamīs, ‘Alcassaba del Dijous') pel mercat que amb aquest nom s'hi muntava al llarg de les muralles nord i est, és una antiga alcassaba o fortalesa que actualment s'ha reconvertit en un hospital i un annex de la Universitat Karaouiyine de Fes, al Marroc.
L'alcassaba fou construïda per Mulay Rachid al segle xvii. El nom actual deriva d'una alcassaba anterior que havia erigit un caid cherarda per defensar els graners de la seva tribu. Amb la Bab Segma i la Bab Dekaken, l'alcassaba formava una xarxa de fortificacions que controlava la carretera de Meknès a Tànger, i que protegia Fes el-Jadid i la cruïlla amb Fes el-Bali.